# Грэм, Гэри (регбист)
Гэри Грэм (англ. Gary Graham, родился 29 августа 1992 года в Стерлинге) — шотландский регбист, играющий на позиции правого фланкера (оупенсайд-фланкера) за клуб «Ньюкасл Фэлконс» чемпионата Англии и за сборную Шотландии. Сын шотландского регбиста Джорджа Грэма.

## Игровая карьера

### Клубная
Уроженец Стерлинга, вырос в Карлайле. Выступал за английскую команду города Карлайл и за шотландский любительский клуб «Гала». 6 февраля 2015 года заключил свой первый профессиональный контракт с клубом Чемпионшипа «Джерси Редс». 22 марта 2017 года заключил соглашение с командой Премьер-Лиги «Ньюкасл Фэлконс», в которой играл когда-то его отец; соглашение вступило в силу перед началом сезона 2017/2018.

### В сборной
В 2012 году Грэм выступал на молодёжном Кубке шести наций и на юниорском чемпионате мира за сборную Шотландии до 20 лет.
В декабре 2017 года Грэм был вызван в сборную Англии в преддверии Кубка шести наций, попав в заявку из 34 человек на сборы, и даже был включён в заявку сборной Англии на сам кубок. В ноябре того же года, однако, Грэм передумал и предпочёл играть за Шотландию, прибыв на осенние сборы «чертополохов» после соответствующего вызова. Он попал в заявку сборной Шотландии на Кубок шести наций 2019 и дебютировал 2 февраля матчем против Италии (победа шотландцев 33:20).